# John Kirwan
Pour les articles homonymes, voir Kirwan.

a Compétitions nationales et continentales officielles uniquement.

b Matchs officiels uniquement.
Dernière mise à jour le 19 octobre 2015.
John James Kirwan, né le 16 décembre 1964 à Auckland, est un ancien joueur de rugby à XV néo-zélandais, évoluant au poste de trois-quarts-aile. Il est l'un des meilleurs trois quart aile de l'histoire du rugby néo-zélandais. Vainqueur avec les All blacks de la première édition de la coupe du monde face à l'équipe de France, il termine également troisième de l'édition 1991. Lorsqu'il met en terme à sa carrière internationale en 1994, il est alors le meilleur marqueur d'essai, avec 35 réalisations en 63 tests, de l'histoire de sa sélection. Il a également joué au rugby à XIII à la fin de sa carrière.
Il enchaîne alors par une carrière d'entraîneur, d'abord avec le club japonais de NEC Green Rockets puis devient sélectionneur de l'équipe d'Italie de 2002 à 2005, puis de l'équipe du Japon de 2007 à 2011. Il entraîne ensuite la franchise des Blues en Nouvelle-Zélande.

## Biographie

### Enfance
John Kirwan, dont les deux parents se prénomment Pat, Patrick et Patricia, a trois sœurs plus agées. Son grand-père paternel, Jack Kirwan, est également joueur de rugby, au poste de cinq-huitième. Il étudie en secondary school, deuxième niveau du système éducatif néo-zélandais, au De La Salle College à Mangere East, près de Māngere Bridge (en) où vit la famille.
Il joue d'abord au poste de demi de mêlée, à quinze ans dans l'équipe de son école, puis entre sa quinzième et sa seizième année, sa croissance le conduit à intégrer la ligne arrière. Quittant l'école en fin d'année, il travaille dans la boucherie de son père à Onehunga, dans les faubourgs d'Auckland,.

### Carrière de joueur
Joueur chez les Marist Brothers, il est sélectionné par John Hart pour représenter pour la première fois l'Auckland Rugby Football Union lors d'un match face à une sélection de joueurs évoluant sous le nom de President's XV pour célébrer le centenaire de ce club d'Auckland. Durant cette année, il réussit de bonnes performances avec Auckland et les New Zealand Colts, l'équipe de Nouvelle-Zélande des moins de 21 ans, mais son jeune âge le prive d'une participation à la tournée des All blacks au Royaume-Uni (Écosse et Angleterre).
En juin 1984, il obtient sa première cape avec l'équipe de Nouvelle-Zélande lors d'un test à Christchurch contre l'équipe de France, match remporté 10 à 9. La semaine suivante face au même adversaire, il participe à la victoire 31 à 18 à l'Eden Park d'Auckland.
En 1985, Auckland met un terme à une série de 25 victoires de Canterbury lors du Ranfurly Shield. Cette victoire est le début d'une série record de 61 défenses de ce trophée, au cours de laquelle il inscrit 44 essais, dont la victoire 139 à 5 face à North Otago Rugby Football Union, rencontre où il établit les records du nombre d'essais marqués avec huit et du nombre de points, 40. Il participe à deux tests en juin 1985 face aux Anglais, inscrivant un essai lors de la deuxième rencontre.
Cette même année 1985, des émissaires du club italien de Benetton Trévise l'approchent pour lui proposer un salaire de mensuel de 3 000 dollars, alors que son salaire à la boucherie de son père est de 150 dollars par semaine. En octobre et novembre, il dispute deux tests en Argentine contre les Pumas, inscrivant deux essais à chaque fois.
Il joue en 1986 pour le club italien mais, sur les recommandations de sa fédération, il ne retourne pas en Italie pour la saison 1986-1987 afin de rester pour préparer la première édition de la Coupe du monde en 1987. En avril et mai, Kirwan et David Kirk sont les deux seuls All Blacks à ne pas rejoindre l'Afrique du Sud pour une tournée sous le nom des Cavaliers. Les participants à cette tournée sont privés de deux matches et une sélection de baby blacks, seuls David Kirk, Arthur Stone (en), Brian McGrattan (en) et John Kirwan ayant déjà été sélectionné avec les All Blacks figurent dans l'équipe néo-zélandaise qui affronte et s'impose en juin face aux Français,. En août, il connait sa première défaite avec le maillot des All blacks, contre l'Australie. Les Néo-Zélandais s'imposent lors du deuxième match de cette série, mais les Australiens remportent celle-ci en s'imposant dans le troisième match, à l'Eden Park, sur le score de 22 à 9. C'est la première victoire des Australiens lors d'une série de tests en Nouvelle-Zélande depuis 1949. Kirwan est présent lors de la tournée en France, la Nouvelle-Zélande s'imposant 19 à 7 à Toulouse, avant de s'incliner à Nantes sur le score de 16 à 3.
Le premier match de l'histoire de la Coupe du monde, lors de l'édition 1987 oppose la Nouvelle-Zélande à l'Italie à l'Eden Park d'Auckland. Sur le coup de pied de renvoi faisant suite à un essai de Kirwan, celui-ci reçoit dans ses 22 mètres une passe de Grant Fox après une réception du capitaine David Kirk. Lancé, il franchit le premier rideau défensif italien en évitant plusieurs placages, puis traverse tout le terrain, évitant un dernier adversaire, pour aller marquer un essai proche des poteaux adverses. La Nouvelle-Zélande s'impose 70 à 6. Il inscrit un nouvel essai lors de la victoire 74 à 13 face aux Fidji lors du match suivant. Il est présent lors du dernier match de poule, victoire face à l'Argentine, puis lors du quart de finale victorieux face à l'Écosse sur le score de 30 à 3. En demi-finale face au pays de Galles, il inscrit deux des huit essais de son équipe qui s'impose 49 à 6. La finale oppose les All blacks aux Français, victorieux des Wallabies. La Nouvelle-Zélande, dans son stade de l'Eden Park, s'impose sur le score de 29 à 9, avec trois essais, dont un de Kirwan, qui termine avec le plus grand nombre d'essais marqués dans la compétition avec son compatriote Craig Green.
Après la Coupe du monde, la Nouvelle-Zélande affronte l'Australie à Sydney dans le cadre de la Bledisloe Cup. Les All Blacks reprennent le trophée en s'imposant 30 à 16, Kirwan inscrivant un essai. Le mois de mai suivant, les Néo-Zélandais reçoivent les Gallois, s'imposant lors du premier test par 52 à 3 avec quatre essais de Kirwan, puis 54 à 9 avec deux nouveaux essais de Kirwan,. En juillet, la Nouvelle-Zélande se rend en Australie pour une tournée ponctuée de trois tests contre les Wallabies. Lors du premier, Kirwan inscrit deux des cinq essais de son équipe qui s'impose 32 à 15 à Sydney. Le deuxième test se solde par un nul 19 partout, Kirwan inscrivant l'un des trois essais. La Nouvelle-Zélande s'assure de conserver la Bledisloe Cup en s'imposant 30 à 9, inscrivant l'un des trois essais. C'est la huitième rencontre consécutive avec les All Blacks où il inscrit au moins un essai, pour un total de quatorze.
Durant l'été 1989, la France effectue une tournée en Nouvelle-Zélande, s'inclinant lors des deux tests 25 à 17 à Christchurch puis 34 à 20 à Auckland. Les All blacks enchaînent en accueillant l'Argentine, s'imposant 60 à 19 à Dunedin, rencontre où Kirwan inscrit deux essais, puis 49 à 12 à Wellington, Kirwan inscrivant l'un des sept essais. Kirwan est également présent lors de la traditionnelle opposition contre les Wallabies, où les All blacks s'imposant 24 à 12 à Auckland. Lors de la tournée en Europe où sa sélection doit affronter le pays de Galles et l'Irlande, il se blesse, rupture du tendon d'achille, à Pontypool face au oPntypool FC, rencontre où il inscrit un essai.
En 1990, c'est l'équipe d'Écosse qui se rend en tournée en Nouvelle-Zélande. Kirwan, de retour de sa blessure, inscrit deux essais lors du test de Dunedin remporté 31 à 16, la confrontation d'Auckland étant remporté 21 à 18 par les All blacks, rencontre où les Écossais mènent un temps de quinze points. Les All blacks reçoivent pour trois tests les Wallabies, remportent le premier 21 à 6 avec quatre essais dont un de Kirwan, puis le deuxième 27 à 17. En gagnant le test de Wellington, les Australiens mettent un terme à la série de 23 tests sans défaite des All blacks, Kirwan participant à 21 de ces tests. En fin d'année, la Nouvelle-Zélande effectue une nouvelle tournée en France, avec huit matches au programme dont deux tests. Les All Blacks concèdent deux défaites, lors du premier match face à une sélection Provence/Côte d'Azur et quelques jours avant le premier test, contre une sélection Côte basque/Landes. Kirwan, qui dispute les deux tests, victoire 24 à 3 à Nantes et 30 à 12 au Parc des Princes, s'avère décisif lors de cette dernière victoire en offrant des passes décisives lors des deux essais, à Crowley et Michael Jones,.
Les Blacks préparent la deuxième édition de la Coupe du monde par une victoire à Buenos Aires contre les Pumas, avec un essai de Kirwan, et une double confrontation avec les Wallabies, défaite à Sydney puis victoire à Auckland. Lors de la Coupe du monde disputée au Royaume-Uni, il participe à deux des trois rencontres du premier tour, contre l'Angleterre et l'Italie. En quarts de finale, il inscrit un essai lors de la victoire face au Canada. Lors de la demi-finale contre l'Australie à Dublin, il ne peut empêcher son vis à vis David Campese d'aller inscrire un essai dès la sixième minute, les Wallabies s'imposant 16 à 6. Il joue le match remporté 13 à 6 pour la troisième place contre l'Écosse.
Dans le cadre des cérémonies de célébration du centenaire de la Fédération néo-zélandaise de rugby à XV en avril 1992, les All Blacks accueillent pour une tournée ponctuée de trois tests un XV mondial. Battu lors du premier match à Christchurch sur le score de 28 à 14, les Néo-Zélandais remportent les deux tests suivants, 54 à 26 à Wellington et 26 à 15 à Auckland où Kirwan inscrit le deuxième des quatre essais de son équipe. Les Néo-Zélandais reçoivent ensuite les Irlandais pour des victoires 24 à 21 à Dunedin puis 59 à 6 à Wellington. Ils se rendent ensuite en Australie pour la confrontation dans le cadre de la Bledisloe Cup, les Wallabies s'imposant 16 à 15 à Sydney et 19 à 17 à Brisbane, où Kirwan marque l'un des deux essais de son équipe, avant de s'incliner lors du dernier test 26 à 23 à Sydney. En août, les All blacks se rendent en Afrique du Sud pour le retour des Springboks sur la scène internationale après leur exclusion en raison de l'apartheid, match ponctué par une victoire néo-zélandaise 27 à 24 le 15 août 1992.
L'année 1993 voit les Lions britanniques et irlandais se rendre en Nouvelle-Zélande pour une tournée. Absent du premier test remporté par les All blacks sur le score de 20 à 18 à Christchurch, il dispute l'une des rencontres de semaine avec Auckland, cette sélection s'imposant face aux Lions sur le score de 23 à 18 avec six pénalités de Grant Fox et un essai de John Kirwan. Il est de l'équipe qui s'incline 20 à 7 à Wellington lors du deuxième test, puis lors de la victoire 30 à 13 à Auckland qui fait que lesAll blacksremportent la série. Il participe à la reconquête de la Bledisloe Cup, disputée sur un seul match cette année 1993, pour une victoire à Dunedin. Le même mois, il affronte les Samoa à Auckland. Il n'est pas retenu dans le groupe qui se rend en tournée dans les îles britanniques, le sélectionneur Laurie Mains le jugeant hors de forme.
Kirwan retrouve le maillot noir en juin 1994, lors d'une tournée des Français. Lors du premier test de Christchurch, les visiteurs s'imposent 22 à 8. Une semaine plus tard, il est également présent lors du match d'Auckland, où, à la 78e minute, Jean-Luc Sadourny inscrit le deuxième essai français, désigné try of the century, ou try from the end of the world, permettant à la France de remporter pour la première fois les deux tests sur le sol néo-zélandais. Lors du mois de juillet, la Nouvelle-Zélande l'Afrique du Sud en tournée, avec trois tests au programme. Ces derniers viennent de disputer deux tests contre l'Angleterre, défaite 32 à 15 à Pretoria puis victoire 27 à 9 au Cap. Le premier, disputé à Dunedin, voit les All blacks s'imposer sur le score de 22 à 14, avec un essai de Kirwan. À Wellington, les All blacks s'imposent 13 à 9. Le dernier test, disputé à l'Eden Park, se solde par un résultat nul 18 partout. Il décide alors de mettre un terme à sa carrière internationale. Il est le meilleur marqueur d'essais néo-zélandais de l'histoire. Il sera plus tard dépassé par Christian Cullen, Jonah Lomu et Jeff Wilson. Il a été également le premier joueur All Black des lignes arrière à dépasser cinquante sélections.
En 1995, il change de code pour le rugby à XIII, au sein du club des New Zealand Warriors, lors de la première saison de l'Australian Rugby League. Lors de celle-ci, il inscrit trois essais en seize rencontres, puis dix en dix-neuf rencontres lors de la saison suivante. Au terme de cette saison, il retourne à son code d'origine pour rejoindre l'équipe japonaise des NEC Green Rockets.

### Carrière d'entraîneur
John Kirwan fait une première expérience dans l'encadrement en occupant un poste de manager, puis d'assistant au sein des Auckland Blues. En avril 2002, il prend la succession de Brad Johnstone à la tête de la sélection italienne. Celle-ci reste sur un bilan de quatorze défaites consécutives dans le Tournoi des Six Nations. Pour son premier match dans cette compétition, lors de l'édition 2003, son équipe remporte à domicile le match contre le pays de Galles sur le score de 30 à 22. Mais la sélection italienne perd les quatre autres rencontres de cette édition. Lors de l'édition 2004, l'Italie remporte une seule rencontre, son match de la troisième journée, contre l'Écosse. Après un Tournoi 2005 où l'Italie concède cinq défaites, il est limogé le 9 avril, pour être remplacé par le Français Pierre Berbizier. Son bilan à la tête de la sélection italienne est de dix victoires pour 22 défaites.

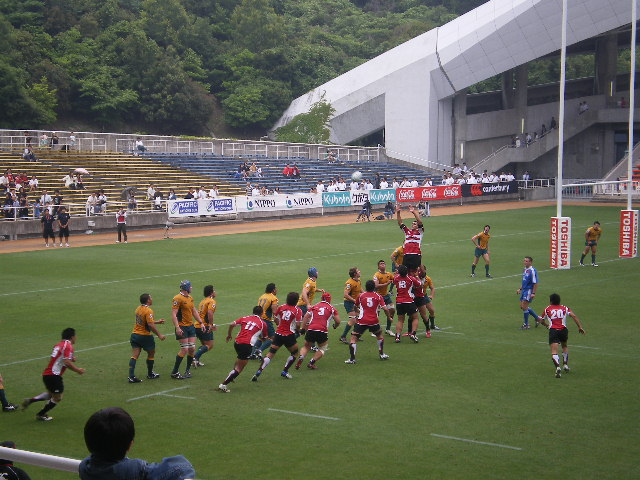
L'équipe du Japon, qu'il dirige de 2007 à 2011, ici en 2008.

En 2006, le sélectionneur français de la sélection du Japon, Jean-Pierre Élissalde, est licencié de son poste, en raison du choix de ce dernier de doubler son rôle avec celui de manager de l'Aviron bayonnais.
Kirwan devient ainsi le sélectionner du Japon, lors de la Coupe du monde 2007, le Japon, qui ne compte alors qu'une victoire en Coupe du monde, en 1991 face au Zimbabwe, fait match nul face au Canada et concède trois défaites, face à l'Australie, aux Fidji et au pays de Galles.
Sous sa direction, le Japon remporte les quatre éditions du Tournoi asiatique des Cinq Nations de 2008 à 2011. Il participe également à la Coupe des nations du Pacifique, remportant l'édition 2011 avec une défaite initiale face aux Samoa et deux victoires face aux Tonga et aux Fidji.

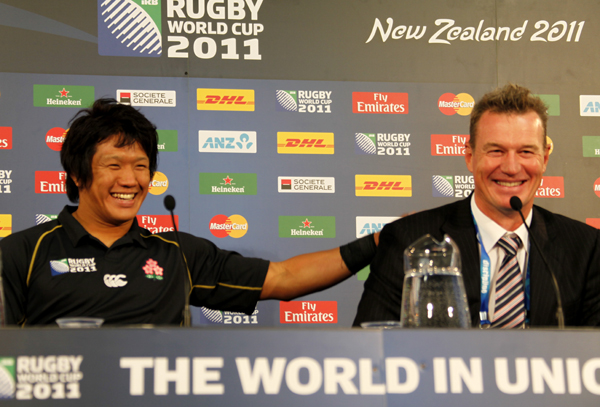
John Kirwan, aux côtés du capitaine japonais, Takashi Kikutani lors de la Coupe du monde 2011.

Le Japon a pour ambition de remporter deux victoires lors de la Coupe du monde 2011. La sélection japonaise s'incline face à la France, à la Nouvelle-Zélande, aux Tonga, avant de faire match nul 23 à 23 face au Canada. C'est la cinquième édition consécutive sans victoire pour le Japon. En octobre, il confirme son intention de terminer son rôle de sélectionneur, son contrat se terminant en décembre. Son bilan à la tête de l'équipe est de 31 victoires, 22 défaites et deux nuls,.
En novembre, il se porte candidat à la succession de Martin Johnson au poste de sélectionneur de l'équipe d'Angleterre, poste finalement attribué à Stuart Lancaster.
Malgré les sollicitions de clubs britanniques, notamment Sale, Munster et Gloucester, ou français, le natif d'Auckland se déclare candidat pour occuper le poste d'entraîneur des Blues, franchise domiciliée dans cette ville, à partir de la saison 2013 de Super 15. Il est nommé à ce poste en août, aidé dans sa tâche par Graham Henry, ancien sélectionneur des All blacks, Mick Byrne et Grant Doorey. La franchise, détentrice de trois titres dans la compétition des clubs de l'hémisphère sud, le Super 15, appelé Super 12 à l'époque des titres.
Pour sa première saison à la tête de la franchise, l'équipe commence par deux victoires puis subit dix défaites sur la suite de la saison pour un bilan de six victoires et dix défaites et une troisième place de la conférence néo-zélandaise. Lors de la saison suivante, les Blues terminent à la dernière place de la conférence néo-zélandaise avec un bilan de sept victoires et neuf défaites. C'est de nouveau à la dernière place de la conférence néo-zélandaise avec trois victoires et treize défaites, le pire bilan de la franchise dans l'histoire du Super Rugby. Le 19 juin 2015, Kirwan annonce sa décision de ne pas solliciter un nouveau mandat à la tête de l'équipe.

## Caractéristiques
Avec son 1,92 m et ses 92 kg, il a un gabarit énorme pour un ailier dans les années 1980. À cette époque, peu de trois-quarts dépassent les 80 kg. Bâti comme un troisième ligne, il est très puissant et incroyablement rapide, ce qui le rend insaisissable pour ses adversaires. Il préfigure déjà ce que seront les ailiers modernes comme plus tard Jonah Lomu ou Joe Rokocoko, mélange de puissance et de vitesse.

## Statistiques en équipe nationale
John Kirwan compte 63 capes avec l'équipe de Nouvelle-Zélande, entre sa première sélection obtenue le 16 juin 1984 contre l'équipe de France à Christchurch et le 6 août 1994 contre l'Afrique du Sud à Auckland. Il dispute 62 de ces rencontres en tant que titulaire. Lors de ces tests, le bilan est de 48 victoires, 12 défaites et 3 nuls.
Il inscrit 35 essais pour un total de 143 points,.
Il dispute également 33 matchs qui n'ont pas de statut de test match, rencontres où il inscrit 132 points, 32 essais.
Kirwan participe à deux éditions de la Coupe du monde, lors de la première édition en 1987 où il devient champion du monde, disputant six rencontres et inscrit six essais pour 24 points, et en 1991 où la Nouvelle-Zélande termine à la troisième place, et où il dispute cinq rencontres et inscrit un essai,.

## Palmarès comme joueur

### En club
- Détenteur du Ranfurly Shield de 1985 à 1993 ;
- Vainqueur du Championnat d'Italie en 1989.

### En équipe nationale
- Vainqueur de la Coupe du monde de rugby 1987;
- Troisième de la Coupe du monde de rugby 1991.

## Carrière comme entraîneur

### En club
- 1999-2001 : NEC Green Rockets,  Japon
- 2013-2015 : Blues,  Nouvelle-Zélande.

### En équipe nationale
- Italie 2002-avril 2005;
- Japon fin 2006-2011.